# 蟾蜍荔枝螺
蟾蜍荔枝螺（学名：Thais bufo），是新腹足目骨螺科荔枝螺属的一种。主要分布于印度尼西亚、中国大陆，常栖息在潮间带。